# Међународно првенство Бризбејна 2010.
Међународно првенство Бризбејна је тениски турнир и за мушкарце и за жене. У мушкој конкуренцији, то је турнир АТП 250 серије са наградним фондом 372.500 америчких долара, а у женској је то међународни турнир са наградним фондом 220.000 америчких долара.

## Носиоци

### Мушкарци
| Држава | Тенисер         | Ранг1 | Носилац |
| ------ | --------------- | ----- | ------- |
| САД    | Енди Родик      | 7     | 1       |
| ЧЕШ    | Радек Штјепанек | 12    | 2       |
| ФРА    | Гаел Монфис     | 13    | 3       |
| ЧЕШ    | Томаш Бердих    | 20    | 4       |
| САД    | Сем Квери       | 25    | 5       |
| АУТ    | Јирген Мелцер   | 28    | 6       |
| ФРА    | Жереми Шарди    | 32    | 7       |
| БРА    | Томас Белучи    | 36    | 8       |

### Жене
| Држава | Тенисерка           | Ранг1 | Носилац |
| ------ | ------------------- | ----- | ------- |
| БЕЛ    | Ким Клајстерс       | 18    | 1       |
| РУС    | Нађа Петрова        | 20    | 2       |
| СРБ    | Ана Ивановић        | 21    | 3       |
| СВК    | Данијела Хантухова  | 24    | 4       |
| РУС    | Алиса Клејбанова    | 29    | 5       |
| КАН    | Александра Вознијак | 34    | 6       |
| МАЂ    | Мелинда Цинк        | 37    | 7       |
| ЧЕШ    | Ивета Бенешова      | 38    | 8       |

## Побједници

### Мушкарци појединачно
Енди Родик –  Радек Штјепанек 7–6(2), 7–6(7).

### Мушки парови
Жереми Шарди /  Марк Жикел –  Лукаш Длоухи  Леандер Паес 6-3, 7–6(5)

### Жене појединачно
Ким Клајстерс –  Жистин Енен 6–3, 4–6, 7–6(6).

### Женски парови
Андреа Хлавачкова /  Луција Храдецка –  Мелинда Цинк  Аранча Пара Сантонха 2–6, 7–6(3), 10–4